# Rechte waterzweefvlieg
De rechte waterzweefvlieg (Anasimyia transfuga) is een vliegensoort uit de familie van de zweefvliegen (Syrphidae). De wetenschappelijke naam van de soort is gepubliceerd in 1758 door Linnaeus in de tiende editie van Systema naturae.